# Schweighouse-Thann
Schweighouse-Thann è un comune francese di 735 abitanti situato nel dipartimento dell'Alto Reno nella regione del Grand Est.

## Società

### Evoluzione demografica
Abitanti censiti